# Figuretes de Venus del Petersfels
Les figuretes de Venus del Petersfels són unes estatuetes que representen el cos femení pertanyents a la cultura magdaleniana del Paleolític, trobades prop de la ciutat alemanya d'Engen, al sud de Baden-Wurtemberg; estan datades del voltant del 12500 ae.
Entre les obres d'art trobades a la cova destaquen un escarabat i setze figuretes femenines, estatuetes de Venus, quinze d'atzabeja (fusta negra fòssil) i una de cornamenta de ren.[3] L'atzabeja és més fàcil de tallar que l'ivori o la cornamenta. Són objectes petits representats de perfil i molt estilitzats. Només en una de les estatuetes es pot reconéixer coll, pit i cintura.[4] En la resta un con —en la majoria dels casos perforat— es troba en el lloc del cap i part superior del cos. Per això se suposa que s'utilitzaren com a penjolls o adorns de vestits. El cos és representat com una silueta amb les natges molt marcades. L'entalladura diferent a la zona inguinal equival a la inclinació del dors de les cames. Així, en una vista frontal fan l'efecte de persones segudes. De perfil les cames estan lleument flexionades i semblen ser una repetició de la part superior coniforme. Del desenvolupament de l'estil en el Paleolític superior es conclou que les figuretes són representacions del cos femení.
La Venus d'Engen és una estatueta a penes de 4 cm —de grans natges i amb un forat en la part superior per fer de penjoll— tallada en atzabeja.[5][6]